# 大阪医科薬科大学
大阪医科薬科大学（おおさかいかやっかだいがく、英語: Osaka Medical and Pharmaceutical University）は、大阪府高槻市大学町2-7に本部を置く日本の私立大学。1927年創立、1946年大学設置。大学の略称はOMPU。
1927年に大阪高等医学専門学校として創立され、1946年から2021年の大阪医科大学の期間を経た後、2021年に大阪薬科大学と合併し大阪医科薬科大学となった。戦前期には「高槻医専」の名前でも知られていた。

## 特色

### 教育機関として
- 大阪医科大学時代に、関西大学や大阪薬科大学(当時)と学術交流協定を締結している。（これら2大学と合同で、2010年に医・薬・工の連携を目的とした共同学部を設置する予定であったが、文科省の規定する省令と計画の間に乖離があり見直しが必要となったため、後に延期となった。）
- 高槻市と連携協力協定を締結している。
- 株式会社格付投資情報センターの学校法人としての格付けでは、A+（安定的）にランク付けされている（2006年9月30日現在）。
- 大学コンソーシアム京都や大学コンソーシアム大阪に参加している。
- 6年次の学外実習においては、本学と関西医科大学・近畿大学医学部・兵庫医科大学の4大学間で、学生の相互受け入れを行っている。
- 平成27年度からは基礎医学・社会医学系の研究者の育成を目的として、卒後の研究継続を条件に大学在学中の学費がおよそ半額となる「研究医枠試験」を行っている。→研究医枠入学試験

### 設備
- 旧看護専門学校校舎は、ウィリアム・メレル・ヴォーリズが設計したサラセン様式の旧校舎群のうちの現存する建物で、文化財保護法による国の登録有形文化財となっている。なお、この建物は2007年11月1日からは、大阪医科大学歴史資料館として一般公開されている。

## 沿革

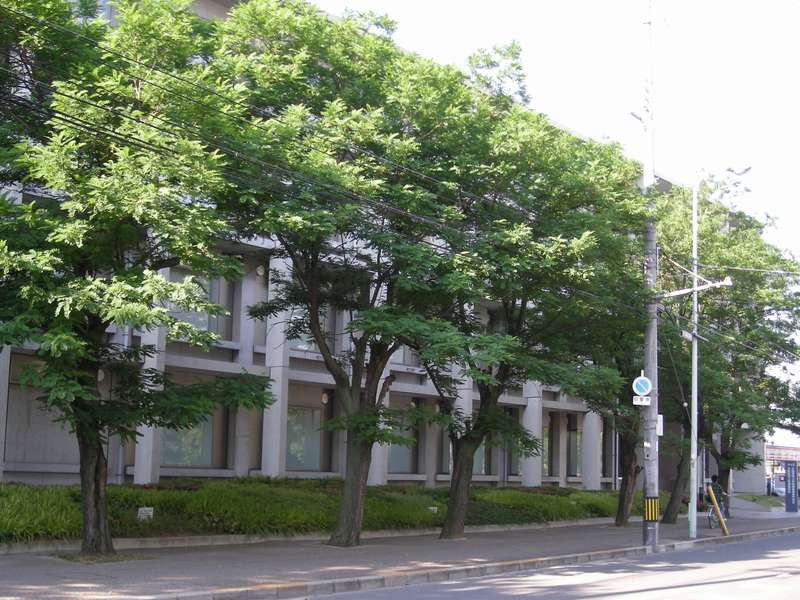
大阪医科大学看護学部・看護専門学校

- 1927年 財団法人大阪高等医学専門学校設置認可、開校認可
- 1929年 大阪高等医学専門学校附属看護婦学校設立認可
- 1946年 大阪医科大学（旧制）を開設
- 1951年 学校法人大阪医科大学認可
- 1952年 大阪高等医学専門学校を廃校。大阪医科大学（新制）を開設
- 1959年 大学院設立（医学研究科）
- 1978年 大阪医科大学附属看護専門学校設置認可
- 2009年 大阪医科大学健康科学クリニックを開設
- 2010年 看護学部を開設
- 2012年 附属看護専門学校を閉校
- 2014年 学校法人高槻高等学校との合併認可、合併。大学院看護学研究科開設
- 2015年 学校法人大阪薬科大学との法人合併認可
- 2016年 学校法人大阪薬科大学と法人合併し、学校法人大阪医科薬科大学を設立。将来的には大学の合併を検討。
- 2019年 大阪薬科大学を合併すると発表。
- 2021年 大阪薬科大学と合併し、大阪医科薬科大学に名称変更。

## 出来事
- 本学法医学教室は、日本政府からキム・ヘギョン（日本の拉致被害者、横田めぐみの娘）と、キム・ヨンナム（韓国の拉致被害者）のDNA鑑定の依頼を受け、2人の間には97.5%の確率で血縁関係があるとの結果を出した。

- 2007年5月、エホバの証人信者の妊婦が帝王切開術を施行した際、分娩後の弛緩出血などにより大量出血し輸血の必要性を生じたが、宗教上の理由のために輸血が不可能であったため、数日後に死亡した。病院は術前に女性本人から、輸血を行わない場合に起きた事態については免責する旨の同意書を得ており、また容体が急変した際に家族に輸血の許可を求めたが、家族は本人の意思を尊重し輸血を希望しなかったという。その後、院内に事故調査委員会を設置、関係者に聞き取り調査などが行われたが、その結果、本事例については異状死とは判断されず、家族の希望もあり警察への届出は行われなかった。

- 2009年12月1日、オリエントコーポレーションと提携し、学納金を同社が立て替えることで、毎月分割で支払うことが可能な学費クレジット「ドクター奨学プラン」（医学部向け）及び「学費サポートプラン」（看護学部向け）の取り扱いを開始。[1]

- 性同一性障害(以下、GIDと記載。)と診断した大学院生に対し2006年5月に乳房切除を行った際、術後に左縫合部の全てと右縫合部の一部が壊死し脱落したため、大学院生が2007年3月に病院側の対応が不十分であったとして、大学に対し約3300万円の損害賠償を求め提訴していたが、2010年3月に大学側が一部説明義務違反を認め、原告に対し約330万円の賠償金を支払うこと、そして手術に関して話し合いの場を設けることや、今後のチーム医療における改善点を書面で知らせることなどを条件に和解が成立した。[2]

- 2011年1月、本学ジェンダークリニックにおいて、GIDと診断されている小学6年の男児に対し同年2月から抗ホルモン療法を開始することを決定。(当時、小児GIDに対する抗ホルモン療法は本邦初であった。)[3]

- 2011年6月、本学第2内科学教室(消化器内科)と龍谷大学理工学部は、自走式カプセル内視鏡及びその駆動装置の共同研究において、ヒトへの応用に成功したことを発表。[4]

- 2011年8月、新聞各紙の取材で、本学と大阪薬科大学は2014年の統合に向け、双方で協議を進めていることが明らかとなった。（その後、2015年3月に両大学は正式に合併契約を結んだ。）[5][6]

- 2013年7月、本学と高槻高等学校が2014年4月に両学校法人を合併することで合意し、その契約を締結したことを発表した。[7]

- 2015年1月、大阪大学医学部附属病院に特発性拡張型心筋症で入院していた女児（6歳未満）が脳死と判定された。その後、遺族の意志で女児から臓器提供が行われることとなり、そのうち片方の腎臓が本学附属病院の慢性糸球体腎炎の患者（40代）に移植された。[8][9]

- 2016年4月、本学と大阪薬科大学が統合し、学校法人 大阪医科薬科大学が発足する。（後に大阪医科大学は存続法人となり、一方の大阪薬科大学は解散し吸収合併された。）[10][11]

- 2019年、ホウ素中性子捕捉療法（BNCT）の専門施設である関西BNCT共同医療センターを、京都大学原子炉研究所や大阪大学をはじめとした関西の各大学や民間病院と共同で本学キャンパス内に設置することを2015年3月に発表した。[12]

## 不祥事

### 教職員による不祥事
- 2019年10月、本学の男性講師（52歳）が、再生医療安全性確保法で定められた国への届け出をせず、2019年春、学内の研究室で脂肪幹細胞を採取して培養し女性患者に投与していたことが明らかとった。また他にも複数人から脂肪幹細胞の提供を受け、培養していたという。投与の目的は老化を防ぐアンチエイジングだったとみられる。採取に応じた人はいずれも同大附属病院の患者ではなく、女性に健康被害は出ていないという。本学は４月に内部告発を受けて問題を把握。学内の委員会で調査を進め、８月に男性講師を諭旨解雇処分とした。大学の報告を受け、8月に厚生労働省も立ち入り調査し、9月に大阪府警も再生医療安全性確保法違反容疑で本学研究施設などを捜索した[13][14]。

### 学生による不祥事

#### 患者カルテを含むデータ大量不正取得事件
2018年1月25日、医学部4年の男子学生が、教卓上の大学の備品のパソコンにバックアップソフトを仕込み、教員がこのパソコンに差し込んだ記録媒体上のデータを、学内のサーバーに作成した隠しフォルダに自動コピーされるよう設定。その後、男子大学生は学生向けのパソコンルームから隠しフォルダにコピーされた、教授が授業で使用したスライドなどのデータを自身の記録媒体に保存し、持ち帰った。
4月11日、講師が教卓のパソコンにUSBメモリーを差し込むとパソコンの動作が重くなったため、システム業者が点検したところ、バックアップソフトがインストールされていることを発見。翌4月12日に男子学生が学内サーバーに作成した隠しフォルダも見つかり、大学はサーバー内の全データを退避させるとともに、隠しフォルダの削除を行った。しかし、4月13日に再び隠しフォルダが作成されたため、大学は緊急対策会議を開き、5月になって大阪府警サイバー犯罪対策課に相談。教室の防犯カメラの記録から男子学生を特定し、6月14日、府警は男子学生を不正指令電磁的記録供用罪の容疑で逮捕した。男子学生は調べに対し「勉強のために先生の講義用データがほしかった」「データを持っていることを自慢して、友達から尊敬されたかった」と供述。
府警や大学によると、不正に抜き出されたデータは文書ファイルなど約46万件で、附属病院の患者201人分のカルテや診療情報のほか、講義資料、過去の小テストの試験問題と解答、講師の履歴書などが含まれていた。男子学生は4月までの間、計6台のパソコンにバックアップソフトを仕掛け、少なくとも教員約50人のデータを取得していた。本件を受けて大学は教卓のパソコンを全て撤去するとともに、7月26日には全学生約700人に対し、情報の取り扱いに関する研修を実施した。
大阪池田区検察庁は男子学生を略式起訴し、9月13日、大阪池田簡易裁判所は罰金15万円の略式命令を出した。

## 学外活動
- 複数の運動部で、東京医科大学との交流試合・定期戦が行われている。[要出典]

## キャンパス
- 本部キャンパス（高槻市大学町）
教養教育、専門教育（医学部）、部活動（文化部）、附属病院
- 本部西キャンパス（高槻市北園町、住友重機械工業社員寮跡地）
中央手術棟
専門教育（看護学部）
- 阿武山キャンパス （高槻市奈佐原）
教養教育、専門教育（薬学部）
- 本部北西キャンパス（高槻市八丁西町、旧YMCA）本部北西キャンパス（旧YMCA）

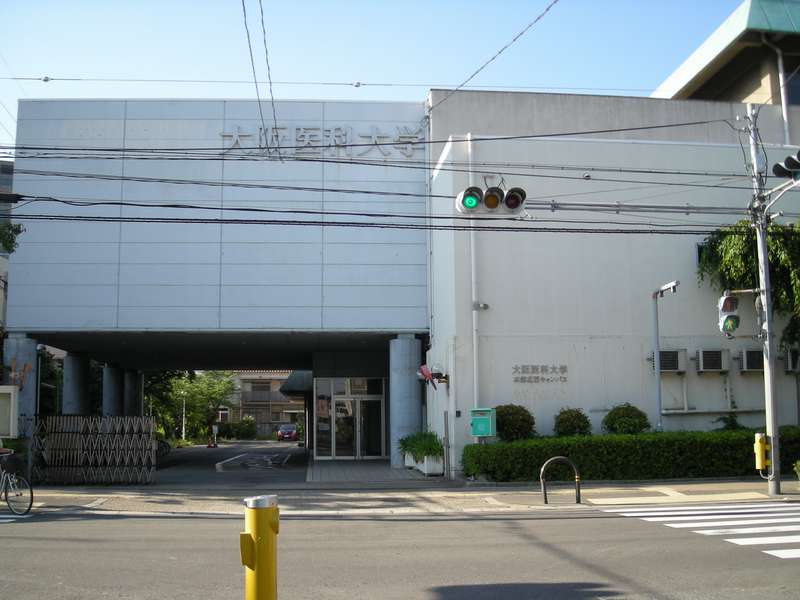
本部北西キャンパス（旧YMCA）

職員駐輪場
- さわらぎキャンパス（高槻市沢良木町）
部活動（運動部）
- 城北キャンパス （高槻市城北町）
弓道場
- 安満キャンパス（高槻市八丁畷町）
病院建て替えに伴う職員臨時駐車場
将来的に薬学部キャンパスの移転を構想[18]

## 施設
- 大阪医科薬科学健康科学クリニック - 2009年6月にJR高槻駅前に開設。完全予約制・紹介制のクリニック、及び人間ドックに特化された施設である。その後、2011年5月に日本人間ドック学会の人間ドック・健診施設機能評価認定施設となった。

## 学部・学科
- 医学部 （本部キャンパス）
  - 医学科
- 薬学部（阿武山キャンパス）
  - 薬学科
- 看護学部 （本部北キャンパス）
  - 看護学科 - 看護師の他、保健師や助産師の教育課程も設置されている。

## 研究科
- 医学研究科
  - 医学専攻
- 薬学研究科
  - 薬学専攻
- 看護学研究科
  - 看護学専攻

## 学納金
2023年現在、大阪医科大学医学部医学科の学納金は以下の通りである。
入学年次納入金
前期（入学手続時）
入学金　1,000,000円、授業料　940,000円、実習料　172,500円、施設拡充費　630,000円、教育充実費　750,000円、前期納入金の合計　3,492,500円。
後期（9月30日）
授業料　940,000円、実習料　172,500円、施設拡充費　630,000円、教育充実費　750,000円、後期納入金の合計　2,492,500円。　入学初年度の納入金の合計　5,985,000円。
2年次以降
納入金（年額）
授業料　1,880,000円、実習料　345,000円、施設拡充費　1,260,000円、教育充実費　1,000,000円、年度別納入金合計　4,485,000円。
6年間の医学部医学科の学納金の総計　28,410,000円。
※上記のほか、諸会費として毎年、前期に学友会費10,000円（入学年次のみ15,000円） 、PTA会費100,000円（前期50,000円、後期50,000円）。
2023年現在、薬学部薬学科の学納金は以下の通りである。
入学年次納入金
前期（入学手続時）
入学金　400,000円、授業料　600,000円、施設・設備費　300,000円、納期別合計　1,300,000円。
後期（9月30日）
授業料　600,000円、施設・設備費　300,000円、納期別計　900,000円。初年度の学納金合計　2,200,000円。
2年次以降
前期（4月30日）
授業料　600,000円、施設・設備費　300,000円、納期別合計　900,000円。
後期（10月31日）
授業料　600,000円、施設・設備費　300,000円、納期別合計　900,000円、年度別納入額合計　1,800,000円。
6年間の薬学部薬学科の学納金の総計　11,200,000円
上記のほかに、次の諸会費(代理徴収)がかかる。
薬学部学友会(学生自治会)入会金　1,000円(初年度)・薬学部学友会費　5,000円(年額)、薬学部PA会費(父母会)　18,000円(年額)。

## 交通アクセス

### 本部キャンパス
- 阪急京都線高槻市駅より徒歩約3分
- JR京都線高槻駅より徒歩約8分

### 阿武山キャンパス
- 阪急京都線富田駅又はJR京都線摂津富田駅よりバスに乗車(約10~15分)

## 大学関係者と組織

### 大学関係者一覧
- 理事長：植木實
- 学長：
- 大阪医科大学の人物一覧

## その他

### 系列校
- 本学さわらぎキャンパスの北側には、高槻中学校・高等学校が隣接している。

高槻中学校・高等学校は、1940年に当時の大阪医科大学理事長・藤堂献三が地元の希望に応え設立したもの（当時は旧制高槻中学校）。
数年前までは田中忠彌が本学と学校法人高槻高等学校（高槻中学校・高等学校の設置者）の理事長を兼ねていた。（田中忠彌の受章記念パーティーも大阪医科大学理事長並びに高槻中学校・高等学校長の両名が発起人となっている（田中忠彌理事長受章祝賀会（槻友会）））
近年では一部土地の譲渡なども行われた他、2011年4月からはかつて本学の学長を務めた植木實が学校法人高槻高等学校の理事長に就任している。
2014年より学校法人大阪医科大学と学校法人高槻高等学校が法人合併し、大阪医科大学の系列校となった。

### 大学キャラクター
- 本学受験生向けPRを目的とした、大学オリジナルキャラクター「高山ニャ近」が存在する。

「高山ニャ近」は、本学がキャンパスを構える大阪府高槻市にちなんだご当地キャラであり、戦国時代にこの地を統治していたキリシタン大名、高山右近の名に由来している。大学サイトでは「高山ニャ近」の特設ページも設けられ、アニメーションや関連グッズが紹介されている。